# 深作秀春
深作 秀春（ふかさく ひではる、1953年 - ）は、眼科医、美術家である。現在、医療法人社団秀仁会 深作眼科理事長をしている。日本美術家連盟会員。医療法人社団秀仁会 深作眼科の一部を画廊としてアーティストに提供し、FEI PRINT AWARD 大賞を開催するなどメセナ活動をしている。

## 略歴
- 1953年 - 横浜市生まれ
- 1971年 -  神奈川県立横浜翠嵐高等学校卒業、運輸省立航空大学校入学
- 1981年 -  国立滋賀医科大学卒業
- 1982年 -  横浜市立大学附属病院勤務
- 1985年 -  昭和大学附属藤が丘病院勤務
- 1987年 - 横浜市西区に深作眼科開院　同院院長
- 1994年 - 日本で最初の近視矯正レーシック手術を開始
- 2000年 - 網膜剥離の完全な手術方法を開発
- 2008年 - 極小切開緑内障手術を開発
- 2012年 - 多摩美術大学院修了、アート・スチューデンツ・リーグ・オブ・ニューヨーク就学
- 2014年 - 深作眼科六本木院開院  Hideharu Fukasaku Gallery Roppongiを開設

## 主な賞歴
- 1990年 - 米国眼科学会にて最高賞受賞
- 1992年 - 世界眼科学会でグランプリ受賞
- 2008年 - 国際眼科学会で最高賞等19回受賞
- 2010年 - 第77回独立展に初出品、初入選（2010～）、サロン・ナショナル・デ・ボザール入選/パリ・ルーブル美術館開催
- 2016年 - 米国白内障屈折矯正手術学会にて最高賞受賞20回目の受賞となり、世界最多受賞回数を更新
- 2016年 - 第１回枕崎国際芸術賞展にて市長奨励賞受賞
- 2016年 - 日本の絵画2016入選

## 主な著作
- 2015年 - 「眼脳芸術論」刊行（生活の友社）
- 2016年 - 深作秀春画文集刊行（求龍堂）
- 2016年 - 「やってはいけない目の治療」刊行（角川書店）
- 2016年 - 「視力を失わない生き方」 刊行（光文社新書）
- 2018年 –「世界最高医が教える目がよくなる32の方法」刊行（ダイヤモンド社）
- 2023年 –「白内障の罠」刊行（光文社新書）

## テレビ出演
- 2017年 - TBSテレビ「この差って何ですか？」11月7日（火）

## 所属委員
- アメリカ・アカデミー眼科学会(AAO)アチーブメントオーナー会員、
- アメリカ白内障屈折矯正手術学会(ASCRS)評議委員・学術審査委員・常任事・眼科殿堂選考委員、
- ヨーロッパ眼科学会(SOE,ESCRS)コース指導教授、
- ヨーロッパ網膜硝子体手術学会(ERVS)、
- 南アフリカ白内障屈折矯正手術学会(SASCRS)名誉終生会員
- 国際屈折矯正手術学会(ISRS)評議委員、
- ASCRSジャーナル「アイ・ワールド」論説委員、
- ベストドクターズ、メディカルアドバイザリー・ボード、
- ヨーロッパ硝子体手術専門医
- 日本眼科学会専門医、
- 日本東洋医学会専門医、
- 漢方専門医、
- 欧州硝子体網膜手術専門医